# James Rolfe (tv)
 Der er flere personer med dette navn, se James Rolfe.
James Rolfe (født 10. juli 1980) er en amerikansk filmmager og indehaver af hjemmesiden Cinemassacre.com.
James Rolfe er blevet kendt gennem internettet. Mest kendt er hans serie The Angry Video Game Nerd, som er en webserie, hvor han spiller en nørd, der anmelder spil af ældre dato og ringe kvalitet, hvorhan bruger et kraftigt sprogbrug i sin vrede over dem. Hans YouTube-kanal er en af de mest populære, og over 1,000,000 brugere har tilmeldt sig hans opdateringer. Da han udsendte de første afsnit af serien på dvd, blev de udsolgt på 4 dage.
Han er også blevet filmanmelder på hjemmesiden Spike.com . Her fortæller han mest om ældre film inden for science fiction- og gysergenren.
Hans popularitet som kværulant gjorde også, at han lavede serien "You Know What's Bullshit", hvor han brokker sig over andre irritationsmomenter. Et af afsnittene nåede CNN, hvor han brokkede sig over de amerikanske mønter med mindst værdi, the pennies.

## Filmografi
- Angry Video Game Nerd: The Movie (2014)
- Plan 9 (2015)